# Villa Jachmann

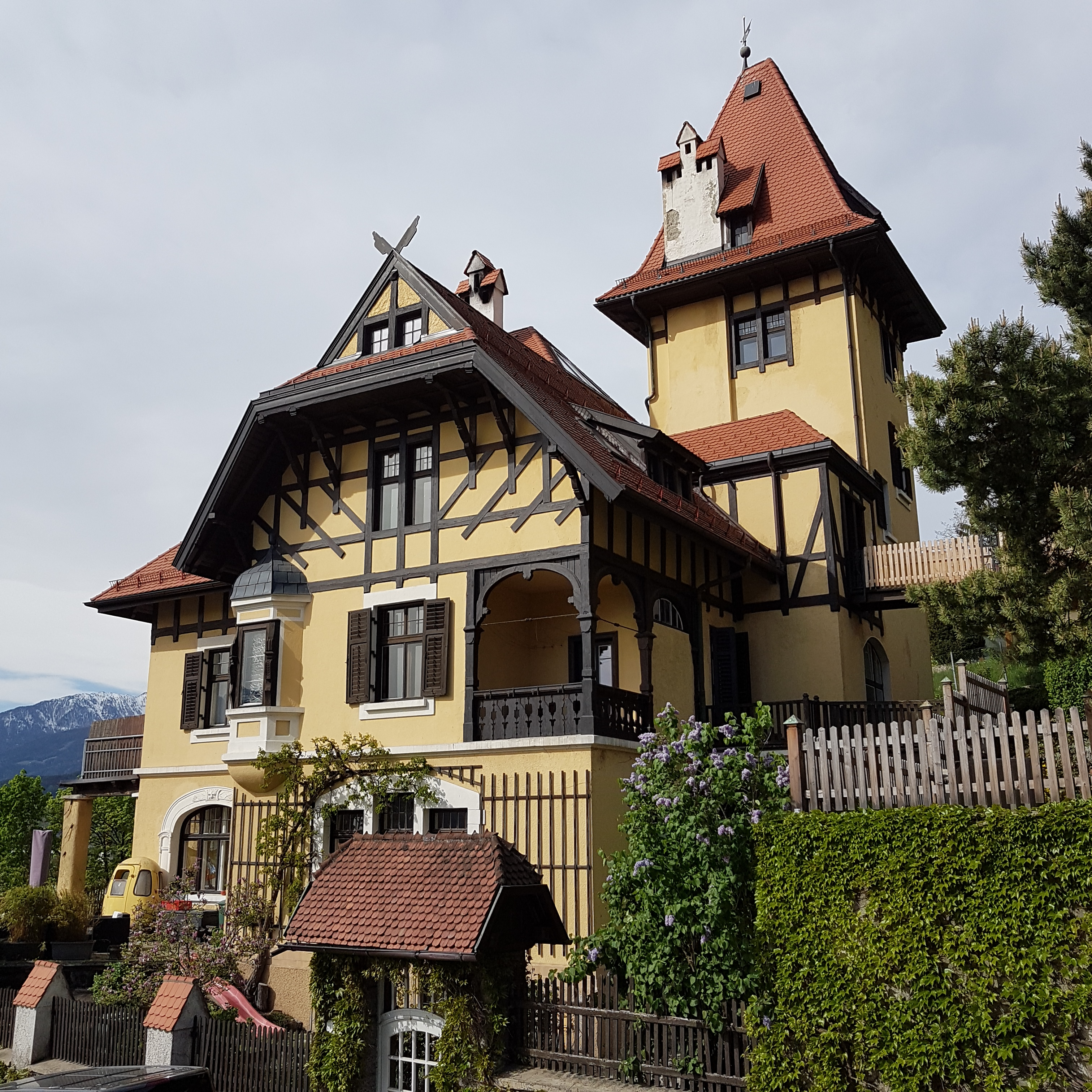
Villa Jachmann vom Nordosten

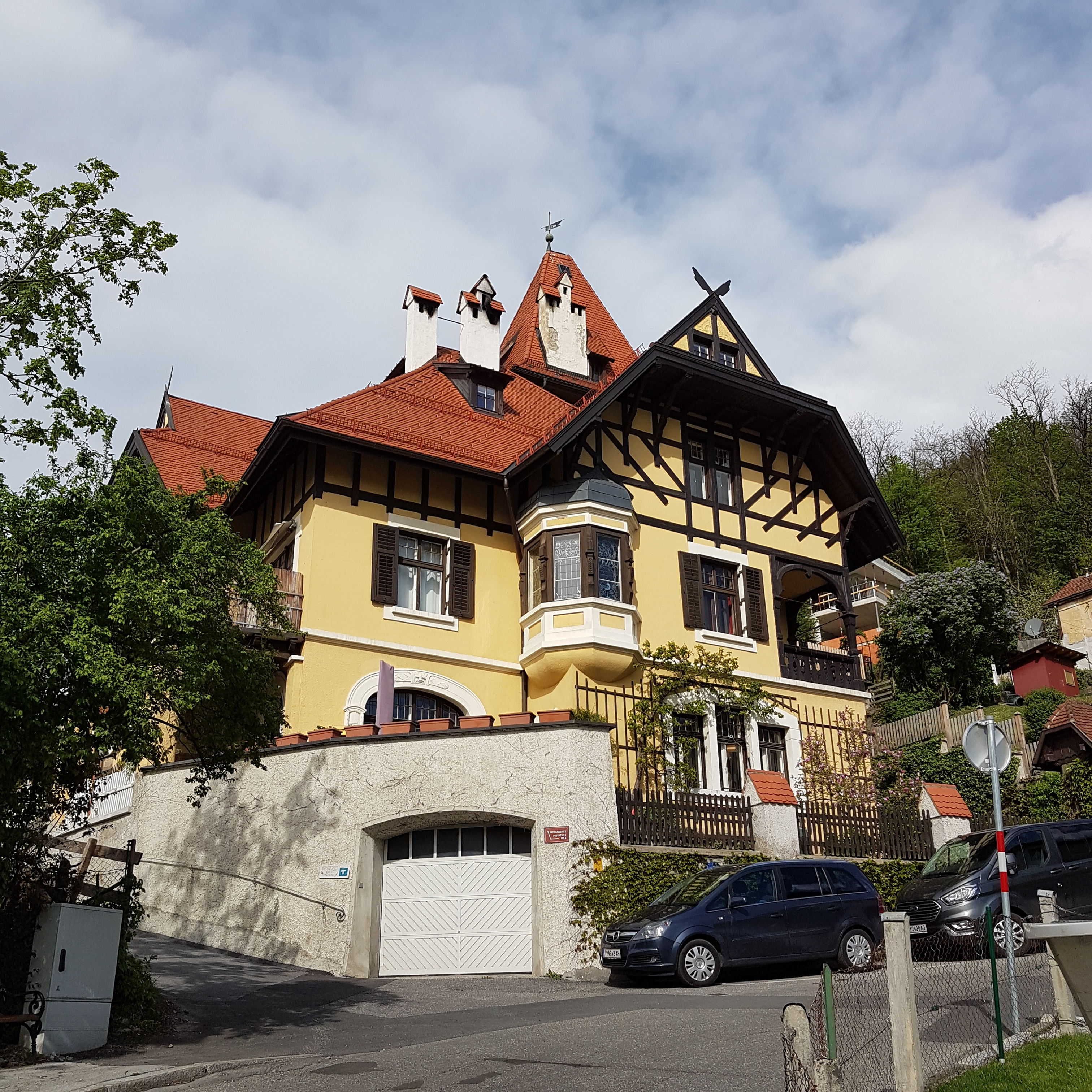
Villa Jachmann vom Südosten

Die Villa Jachmann ist ein ansitzartiges, spätgründerzeitliches Baudenkmal mit Neurenaissance-Elementen in der Innsbrucker Katastralgemeinde Mühlau auf dem Abhang der Nordkette, Richardsweg 7. Das Gebäude steht unter Denkmalschutz.

## Beschreibung
Entworfen wurde die Villa 1905 vom Innsbrucker Josef Retter für die Berliner Fabrikantenwitwe Anna Jachmann, und im Jahr 1911 wurde sie fertig gestellt. Sie ist ein zweigeschoßiger historisierender Heimatstilbau mit Zierfachwerk am Kniestock und am Dachgeschoß. Der mächtige nordwestliche Eckturm mit Spitzhelm, die Erker, die Fensterrahmungen und Loggien zeigen Renaissance-Elemente. Die reich gegliederten Dachflächen sind mit gebrannten Biberschwanztonziegeln gedeckt. Die Villa besaß für die Zeit vor dem Ersten Weltkrieg modernste technische und sanitäre Anlagen. Die 11 Zimmer (Untergeschoß und die oberen Turmzimmer nicht mit eingerechnet) haben insgesamt 607 Quadratmeter Grundfläche.